# Луїза Діого
Луїза Діас Діого (порт. Luísa Diogo; 11 квітня 1958) — мозамбіцький економіст і політик, член партії ФРЕЛІМО. З 1999 по 2005 рік перебувала на посаді міністра планування та фінансів уряду Мозамбіку, а з лютого 2004 року після відставки тодішнього прем'єр-міністра Паскуаля Мокумбі об'єднала цей портфель із портфелем прем'єр-міністра. Відправлена у відставку разом із усім урядом у січні 2005 року після загальних виборів у грудні 2004 року. У лютому 2005 року її знову призначив прем'єр-міністром президент Армандо Гебуза, що вступив на посаду.
У січні 2010 року відправлена у відставку переобраним президентом Гебузою та замінена Айрес Алі.
Відтоді призначалась топ-менеджером у кількох компаніях. У 2012 році стала членом ради директорів (PCA) Barclays Bank of Mozambique, нині Absa Bank Moçambique, SA. У 2018 році призначена президентом індустріального парку Белулуане.
У 2013 році опублікувала книгу A Sopa da Madrugada, в якій описує свій досвід урядування з 1994 по 2009 рік.
Кандидат на внутрішніх виборах ФРЕЛІМО в 2014 році, зазнавши поразки в другому турі від майбутнього президента Філіпе Н'юсі.